# Apostolat d'Almadrones
L'Apostolat d'Almadrones és un apostolat incomplet -només se'n conserven vuit llenços- provinent de l'església d'Almadrones, a Guadalajara. Sembla que és d'una data més tardana que la dels altres apostolats existents, i la seva tècnica també sembla més avançada. En principi, s'havia parlat d'un novè llenç representant a Joan Evangelista. però sembla que es va tractar d'un error.

## Els apostolats d'El Greco
A partir de l'any 1600, El Greco i el seu taller van pintar diversos conjunts de llenços representant Jesús com a Salvator Mundi i els seus deixebles. Aquestes sèries es coneixen com a "Apostolats", malgrat que a totes elles es va eliminar a Maties, substituint-lo per Sant Pau apòstol, i en alguns conjunts es va substituir Bartomeu apóstol per Sant Lluc. Crist apareix sempre frontal, en actitud de benedicció. En canvi, en els conjunts que es conserven complets, sis deixebles apareixen mirant cap a la dreta, i sis cap a l'esquerra, la qual cosa suggereix la col·locació en una estança rectangular. Crist ocuparia el mur del fons, i els deixebles es col·locarien en grups de sis en les parets majors laterals.
Dos "apostolats" complets -amb la imatge de Jesús com a Salvator Mundi- es conserven intactes. Un és el de la Catedral de Toledo, i l'altre és el del Museu del Greco, també a Toledo. En ambdós conjunts hi ha certa intervenció del taller, tot i que El Greco va ser l'autor dels dibuixos de les obres i de la major part de l'execució de les pintures. El conjunt de la Catedral de Toledo és considerat el primer d'aquests apostolats, mentre que el del Museu del Greco va restar inacabat a la mort del mestre.
D'altra banda, l'obrador d'El Greco va produir altres apostolats, amb major o menor intervenció del mestre cretenc. L'apostolat d'Almadrones es conserva incomplet i dispers. L'Apostolat de San Feliz, a Oviedo es conserva intacte, però cal considerar-lo essencialment obra del taller. L'anomenat "Apostolat Henke" es conserva dispers i també cal considerar-lo bàsicament un treball de l'obrador.
August L. Mayer va intentar reconstruir diversos apostolats incomplets, partint d'obres soltes, però els resultats van ser insatisfactoris, perquè ni les dimensions, ni la tècnica, ni la tipologia d'aquestes obres permetien les reconstitucions. Hi ha referències escrites a altres apostolats, que actualment no es poden identificar amb certitud. Sembla que les obres representant Apòstols de mig cos, antigament en el Convento de la Natividad y San José de Madrid, després de diversos canvis de mans, s'inclouen actualment en l'Apostolat Henke.
Segons Josep Gudiol, existeixen llenços dispersos, de mida petita, alguns amb les inicials delta i theta, a manera de signatura. Són obres d'execució rápida però delicada. Aquest autor anomena aquest conjunt "Apostolat Arteche".

## L'apostolat d'Almadrones
Aquest conjunt es va descobrir durant la Guerra Civil espanyola, penjat a la part alta de l'església parroquial d'Almadrones, a la Província de Guadalajara. En sobreviuen set llenços representant apòstols, i un vuitè llenç representant el Salvador. Són figures de mig cos, aproximadament com les de la sèrie del marquès de San Feliz, i no de tres-quarts, com les de la Catedral de Toledo o les del Museu del Greco. Són obra bàsicament del taller, exceptuant el Sant Mateu, que sembla realitzat pel mateix mestre cretenc. Sembla que van quedar inacabades a la mort d'El Greco. Després de segles d'oblit i abandonament, es van netejar i restaurar. Actualment, quatre d'aquest llenços s'exhibeixen en el Museu del Prado, i els altres cinc están dispersos en diferents col·leccions dels Estats Units d'Amèrica.
Segons Josep Gudiol, es tracta de la sèrie més tardana, de tècnica més avançada, i seria en gran part obra del propi Greco. Les figures, tot i que en bona part están basades en l'Apostolat Arteche, presenten canvis notables. En aquest conjunt, El Greco penetra anímicament en l'expressionisme. Ningú diría davant algunes d'aquestes imatges, que són de principis del segle xvii, i més aviat semblen una premonició de Vincent van Gogh.

## Components d'aquest conjunt
- Salvator Mundi - El Salvador (Apostolat d'Almadrones)
- Sant Andreu (Apostolat d'Almadrones)
- Sant Jaume el Major (Apostolat d'Almadrones)
- Sant Joan Evangelista (Apostolat d'Almadrones)
- Sant Lluc (Apostolat d'Almadrones)
- Sant Mateu (Apostolat d'Almadrones)
- Sant Pau (Apostolat d'Almadrones)
- Sant Simó (Apostolat d'Almadrones)
- Sant Tomàs (Apostolat d'Almadrones)